# 살진균제 목록
다음은 살진균제로 등록된 화합물 목록이다. 목록에 있는 이름은 최종 사용자에게 판매되는 브랜드 제품에 공식화되는 활성 성분의 ISO 일반 이름이다. 하트퍼드셔 대학교는 브랜드 이름, 국가, 도입 날짜 및 출시 날짜를 포함하여 이러한 물질의 화학적, 생물학적 특성에 대한 데이터베이스를 유지 관리한다. 업계가 후원하는 FRAC(Fungicide Resistance Action Committee)는 농약 저항성 발생 위험을 관리하기 위해 농작물 보호에 살진균제 사용에 대해 조언하고 화학 구조 및 작용 메커니즘에 따라 사용 가능한 화합물을 분류한다. 2022 FRAC 살진균제 포스터에는 아래 나열된 대부분의 화학 물질이 포함되어 있다.

## 0-9
- 1,2-다이브로모-3-클로로프로페인
- 8-하이드록시퀴놀린

## ㄴ
- 니스타틴

## ㄷ
- 다이나이트로-오르토-크레졸
- 디설피람
- 디하이드로아세트산

## ㅂ
- 바이페닐
- 베타-나이트로스타이렌
- 붕산
- 브로모메탄

## ㅅ
- 사이아노젠
- 산토닌
- 산화 구리(I)
- 산화 수은(II)
- 산화 에틸렌
- 석신산 탈수소효소
- 수산화 구리(II)
- 스트렙토마이신
- 스트로빌루린
- 시클로피록스
- 싸이오사이안산 칼륨

## ㅇ
- 아세트산 구리(II)
- 아자이드화 나트륨
- 알리신
- 알벤다졸
- 염화 벤잘코늄
- 염화 수은(II)
- 이트라코나졸

## ㅋ
- 케토코나졸
- 크레졸
- 클로트리마졸
- 키토산

## ㅌ
- 탄산 구리(II)
- 탄산수소 나트륨
- 티몰 (화합물)

## ㅍ
- 폼알데하이드
- 푸르푸랄
- 프탈라이드
- 플루디옥소닐
- 플루코나졸

## ㅎ
- 황
- 황산 구리(II)